# Estación Cavilolén
Cavilolén fue una estación del ferrocarril ubicada en la comuna de Illapel, en la región de Coquimbo de Chile. Fue parte del ramal entre la estación Los Vilos y la de estación Choapa, siendo posteriormente parte del trayecto costa del longitudinal norte.

## Historia
La zona de Cavilolén contaba con una estación de ferrocarriles desde 1898, siendo parte de un ferrocarril que conectaba a la localidad con Choapa y la estación homónima y que comenzó sus trabajos en 1889.
Posteriormente, el trazado costero del longitudinal norte fue inaugurado, conectando la estación Quinquimo con la estación Los Vilos; este tramo fue inaugurado en agosto de 1943.
Esta estación funcionó con normalidad hasta mediados de la década de 1970, siendo suprimida mediante decreto del 6 de noviembre de 1978.
Actualmente la estación se encuentra en ruinas en una zona despoblada. Esta estación ofrecía servicios de control y seguridad del túnel Cavilolén. Además, existen restos de vagones en las vías de ela estación.